# Le Noyer-en-Ouche
 Le Noyer-en-Ouche  là một xã thuộc tỉnh Eure trong vùng Normandie miền bắc nước Pháp.